# Maria Enrica Spacca
Maria Enrica Spacca (* 20. März 1986 in L’Aquila) ist eine italienische Leichtathletin, die sich auf den 400-Meter-Lauf spezialisiert hat. Ihre größten internationalen Erfolge erzielte sie als Mitglied der italienischen 4-mal-400-Meter-Staffel.

## Sportliche Laufbahn
2004 nahm Maria Spacca erstmals an internationalen Wettkämpfen teil. Bei den Juniorenweltmeisterschaften schied sie sowohl über 400 Meter als auch mit der Staffel in der Vorrunde aus, gleich wi bei den Junioreneuropameisterschaften im darauffolgenden Jahr. 2009 war Spacci Teil der Staffel für die Weltmeisterschaften in Berlin, die bereits in der Vorrunde ausschied. 2010 verpasste sie bei den Europameisterschaften als Vierte mit der Staffel nur knapp eine Medaille, ebenso bei den Leichtathletik-Halleneuropameisterschaften 2011. Bei den Weltmeisterschaften in Daegu konnten sich die Italienerinnen ein weiteres Mal nicht für den Finallauf qualifizieren.
2012 gelangte Spacca bei den Europameisterschaften in Helsinki über 400 Meter bis ins Halbfinale und schied mit der Staffel in der Vorrunde aus. Sie war auch Teil der Staffel für die Olympischen Spiele, bei denen den Italienerinnen abermals das frühe Aus entgegenkam. 2013 gewann sie die Goldmedaille bei den Mittelmeerspielen in Mersin. Bei den Weltmeisterschaften in Moskau gelangte mit der Staffel bis ins Finale wurde allerdings dort wegen Übertretens der Bahnmarkierung disqualifiziert. Bei den Europameisterschaften in Zürich 2014 belegte sie mit der Staffel Platz sieben und verfehlte einen Halbfinaleinzug im Einzelwettbewerb.
Bei den Europameisterschaften 2016 in Amsterdam gewann sie mit der Staffel die Bronzemedaille. Sie sicherte sich damit ihren Startplatz in der Staffel bei den Olympischen Spielen in Rio de Janeiro. Die Staffel gelangte mit der Besetzung Maria Benedicta Chigbolu, Maria Enrica Spacca, Ayomide Folorunso und Libania Grenot bis ins Finale und belegte dort den sechsten Platz.
Bei den Halleneuropameisterschaften in Belgrad 2017 verpasste sie mit der italienischen Staffel nur knapp eine Medaille und belegte Platz vier.

## Bestleistungen
- 400-Meter: 52,53 s, am 8. Juli 2012 in Brixen
  - Halle: 53,19 s, am 15. Februar 2012 in Ancona